# Platypalpus ementitus
Platypalpus ementitus är en tvåvingeart som först beskrevs av Collin 1928.  Platypalpus ementitus ingår i släktet Platypalpus och familjen puckeldansflugor. Inga underarter finns listade i Catalogue of Life.